# 自我評價
在社会心理学中，自我评估又稱自我評價，是审视、评估自己的一個过程。它是推动自我提升的契機之一  。不過自我评估可能意味着在短期内会意识到自己可能没有达到自己想要的程度而有所懊惱；然而，从长远来看，这可能意味着他们会更加努力地工作以在未来取得更大的成就，因此他们的自尊心可能会比自我评估之前的水平进一步提高。